# Chokanahalli, Mandya
Chokanahalli là một làng thuộc tehsil Mandya, huyện Mandya, bang Karnataka, Ấn Độ.